# Timothy Toroitich
Timothy Toroitich (ur. 10 października 1991 w Bukwo) – ugandyjski lekkoatleta specjalizujący się w biegach długich.
Pięć razy startował w przełajowych mistrzostwach świata. W 2010 roku wywalczył brązowy medal w rywalizacji drużynowej juniorów, a siedem lat później stanął na najniższym stopniu podium w drużynie seniorów. 

## Osiągnięcia
| Rok  | Impreza                                   | Miejsce        | Konkurencja      | Lokata      | Wynik    |
| ---- | ----------------------------------------- | -------------- | ---------------- | ----------- | -------- |
| 2009 | Mistrzostwa świata w biegach przełajowych | Amman          | bieg juniorów    | 25. miejsce | 24:43    |
| 2009 | Mistrzostwa świata w biegach przełajowych | Amman          | drużyna juniorów | 4. miejsce  |          |
| 2010 | Mistrzostwa świata w biegach przełajowych | Bydgoszcz      | bieg juniorów    | 13. miejsce | 22:48    |
| 2010 | Mistrzostwa świata w biegach przełajowych | Bydgoszcz      | drużyna juniorów | 3. miejsce  |          |
| 2013 | Mistrzostwa świata w biegach przełajowych | Bydgoszcz      | bieg seniorów    | 5. miejsce  | 33:09    |
| 2013 | Mistrzostwa świata                        | Moskwa         | bieg na 10 000 m | 22. miejsce | 28:33,61 |
| 2014 | Mistrzostwa Afryki w biegach przełajowych | Kampala        | bieg seniorów    | 16. miejsce | 36:32    |
| 2014 | Igrzyska Wspólnoty Narodów                | Glasgow        | bieg na 5000 m   | 11. miejsce | 13:35,02 |
| 2014 | Igrzyska Wspólnoty Narodów                | Glasgow        | bieg na 10 000 m | 8. miejsce  | 28:03,79 |
| 2015 | Mistrzostwa świata w biegach przełajowych | Guiyang        | bieg seniorów    | 27. miejsce | 37:02    |
| 2015 | Mistrzostwa świata                        | Pekin          | bieg na 10 000 m | 8. miejsce  | 27:44,90 |
| 2016 | Igrzyska olimpijskie                      | Rio de Janeiro | bieg na 10 000 m | 23. miejsce | 28:04,84 |
| 2017 | Mistrzostwa świata w biegach przełajowych | Kampala        | bieg seniorów    | 9. miejsce  | 29:10    |
| 2017 | Mistrzostwa świata w biegach przełajowych | Kampala        | drużyna seniorów | 3. miejsce  |          |
| 2017 | Mistrzostwa świata                        | Londyn         | bieg na 10 000 m | 14. miejsce | 27:21,09 |

## Rekordy życiowe
- Bieg na 5000 metrów - 13:32,21 (2013)
- Bieg na 10 000 metrów – 27:21,09 (2017)
- Bieg na 3000 metrów z przeszkodami – 8:23,61 (2012)